# كريس فيركلوغ
كريس فيركلوغ (بالإنجليزية: Chris Fairclough)‏ هو لاعب كرة قدم بريطاني في مركز قلب الدفاع، ولد في 12 أبريل 1964 في نوتنغهام في المملكة المتحدة. شارك مع منتخب إنجلترا تحت 21 سنة لكرة القدم. أما مع النوادي، فقد لعب مع بولتون واندررز وتوتنهام هوتسبير وليدز يونايتد ونادي يورك سيتي ونوتس كاونتي ونوتينغهام فورست.

## وصلات خارجية
- كريس فيركلوغ على موقع قاعدة بيانات كرة القدم.إي يو (الإنجليزية)
- كريس فيركلوغ على موقع Soccerbase.com (لاعب) (الإنجليزية)
- كريس فيركلوغ على موقع عالم كرة القدم.نت (الإنجليزية)